# 23315 Navinbrian
23315 Navinbrian è un asteroide della fascia principale. Scoperto nel 2001, presenta un'orbita caratterizzata da un semiasse maggiore pari a 3,0571240 UA e da un'eccentricità di 0,0959645, inclinata di 8,10402° rispetto all'eclittica.